# Yoshida Shōin
Yoshida Shōin (吉田 松阴) (província de Nagato, 20 de setembro de 1830 - Edo, 21 de novembro de 1859) foi um dos intelectuais japoneses mais importantes do século XIX, especialmente na segunda metade do período Tokugawa. Nasceu em Chōshū e pertenceu a uma família samurai. Com apenas oito anos, Yoshida começou a frequentar a universidade, impressionando, com somente dez anos, a família do daimyo Mori numa conferência sobre estratégia militar.
Quando Mathew Perry chegou com a sua frota à costas japonesas, Yoshida tentou manter-se em contacto com ele através de cartas. Posteriormente, tentou com a ajuda de um colega, aceder a um dos barcos do oficial norte-americano, contudo os membros do navio recusaram o seu acesso. Pouco depois, ele foi preso por tropas leais ao Bakufu. Depois de passar algum tempo na prisão, foi-lhe concedida prisão domiciliar. Yoshida foi proibido de viajar, assim, utilizou a ajuda dos seus alunos para se manter informado do que ocorria em todas as partes do Japão.
Em 1858, Naosike Ii, responsável pelos acordos com as potências ocidentais, devido à chegada de Perry, ordenou a detenção e prisão de muitos dos seguidores de Yoshida. Então, ele decidiu liderar uma revolta. Na falta do mesmo, ele foi preso novamente em Choshu. Um ano depois, com 29 anos, Yoshida foi executado. Alguns dos seus discípulos, como Takasugi Shinsaku e Itō Hirobumi ficaram conhecidos, e quase todos os sobreviventes do grupo formado por Yoshida Shoin, tomaram parte ativa na Restauração Meiji.